# Братское кладбище (Севастополь)
Бра́тское кла́дбище — русское воинское захоронение в Севастополе, на южном склоне холма, возвышающегося на Северной стороне города, в районе Куриной балки.

## История
На Братском кладбище похоронены останки русских воинов, павших во время Крымской войны, а также моряки погибшие во время Великой Отечественной войны. Здесь находятся 472 братские могилы, в каждой захоронены сотни безымянных «нижних чинов», а также 130 индивидуальных захоронений офицеров и генералов. Здесь покоятся также многие участники обороны Севастополя, генералы, адмиралы и офицеры, умершие значительно позже.
Во время обороны Севастополя большую часть убитых увозили на Северную сторону, где в конце сентября 1854 года по указанию руководителя обороны вице-адмирала В. А. Корнилова были созданы три кладбища возле Северного укрепления. Эти кладбища имели отделения, на которых хоронили моряков, сапёров, артиллеристов, пехотинцев по полкам. Впоследствии они разрослись и стали восприниматься как одно, которое первоначально называлось Петропавловским, а позже Э. Тотлебен назвал его Братским.
Территория кладбища обнесена оградой из крымбальского камня. На холме, поросшем густой зеленью, возвышается Свято-Никольский храм-памятник пирамидальной формы, увенчанный крестом.
Среди памятников Братского кладбища можно отметить также Памятник воинам Волынского пехотного полка.
На самой вершине мемориального кладбища (северо-восточная часть) похоронены моряки погибшие на флагмане советского флота носившего название линкор «Новороссийск» (it. Giulio Cesare) трагически затонувшего в бухте Севастополя в 1955 году. С 1955 по 1988 год эта трагедия была засекречена в СССР. Спустя долгое время был установлен монумент «Родина сыновьям» и высечены таблички с именами. Официальное название захоронений в северной части холма - Мемориальное братское кладбище советских воинов на Северной стороне.

## Похороненные
- Адлерберг, Александр Яковлевич (1806—1855), генерал-майор, командир 2-й бригады 9-й пехотной дивизии, погиб в бою за укрепления у Карантинной бухты. Похоронен вместе с сыном Николаем, юнкером, который погиб, когда разыскивал тело отца.
- Верёвкин-Шелюта, Евстафий Игнатьевич (?—1855), полковник, командир Бородинского егерского полка, умер 16 ноября 1855 года от ран во время обороны Севастополя.
- Янукович, Виктор Викторович (1981—2015)
- Князь Голицын Александр Николаевич, прапорщик, ординарец генерал-лейтенанта С. А. Хрулёва, затем траншей-майор в районе Камчатского люнета, где погиб в апреле 1855 года.
- Князь Горчаков, Михаил Дмитриевич (1793—1861), генерал от инфантерии, главнокомандующий Крымской армией в 1855—1856.
- Защук, Александр Иосифович (1828—1905), генерал-майор. В период обороны находился на 1-м бастионе, командовал авангардом казаков в Чернореченском сражении, после обороны участвовал в бою с французами в «деле Оклобжио» в ноябре 1855 года.
- Кислинский, Пётр Иванович (1806—1880), в период обороны командовал линейным кораблём «Ягудиил», с июня 1855 года — артиллерийской батареей на Пересыпи, после войны — комендант и военный губернатор Севастополя.
- Красовский, Николай Иванович (1826—1875), Георгиевский кавалер, в период обороны командовал батареей Красовского, впоследствии художник  Объект культурного наследия народов РФ регионального значения. Рег. № 921711305930005 (ЕГРОКН)
- Кумани, Михаил Николаевич (1831—1889), контр-адмирал, градоначальник и командир Севастопольского порта.
- Лазарев, Василий Егорович (1821—1882), контр-адмирал, в период обороны — лейтенант 39-го флотского экипажа, командир Камчатского люнета, затем артиллерии на Малаховом кургане, где был тяжело ранен и попал в плен.
- Князь Максутов, Павел Петрович (1825—1882), контр-адмирал, участник Синопского боя и обороны Севастополя в течение всех 349 дней.
- Макухин, Николай Павлович (1822—1893), контр-адмирал, в период обороны Севастополя служил на линейном корабле «Париж», затем с 1855 года участник обороны Кронштадта.
- Манто, Иван Матвеевич (1830—1902), контр-адмирал, участник Синопского боя, в период обороны командовал на Язоновском редуте батареями № 35 и № 120, названных его именем.
- Нарбут, Фёдор Фёдорович (1831—1897), контр-адмирал, во время обороны сражался на Язоновском редуте, командовал батареей № 53, названной его именем. Командуя батареей на 4-м бастионе 6 апреля 1855 года был контужен ядром в плечо, 25 мая — в голову и 5 июня — в грудь и ранен в лицо. Награждён орденом Св. Владимира 4 степени с мечами и бантом и золотой саблей «За храбрость». В 1876 году был назначен капитаном практического порта Одессы.
- Новиков, Модест Дмитриевич (1829—1893), вице-адмирал, в период обороны — лейтенант на 6-м бастионе, взорвал французские пороховые погреба.
- Руднев, Иван Григорьевич (1820—1894), вице-адмирал, командир пароходо-фрегата «Херсонес», капитан-лейтенант в 32-м флотском экипаже, затем командир второй оборонительной линии на Северной стороне. В 1882 году был назначен Севастопольским градоначальником.
- Серебряков, Лазарь Маркович (1797—1862), контр-адмирал, начальник Приморской Кавказской оборонительной линии в 1853—1856, один из основателей города и порта Новороссийска.
- Скюдери, Александр Петрович (1817—1855) — полковник, командир Одесского полка, погиб в сражении на Чёрной речке.
- Спицын, Александр Петрович (1810—1888), адмирал, участник Синопского боя и обороны Севастополя с 13 сентября 1854 до 27 августа 1855.
- Ставраки, Михаил Иванович (1806—1892), генерал-майор, во время обороны — помощник капитана Севастопольского порта. По одной из версий автор памятника — сын похороненного Михаил, который в 1906 году выполнил смертный приговор над мятежниками крейсера «Очаков».
- Тимофеев, Николай Дмитриевич (1799—1855), генерал-майор. Участник военных действий на Дунае, в период обороны — начальник 1-й дистанции оборонительной линии, участник Инкерманского сражения, где командовал атакой на гору Рудольф, затем начальник артиллерии Севастопольского гарнизона, начальник 5-й дистанции оборонительной линии (Волынский и Селенгинский редуты, Камчатский люнет). 26 мая 1855 года, во время штурма французами этих укреплений, повёл защитников в контратаку и был смертельно ранен.
- Торопов, Моисей Сергеевич (1819—1900), генерал-майор, в период обороны — поручик корпуса морской артиллерии, сражался на 4-м бастионе, Малаховом кургане, командовал на Камчатском люнете батареей № 38, названной его именем.
- Граф Тотлебен, Эдуард Иванович, генерал-адъютант, в период обороны — полковник, благодаря которому были построены укрепления Севастополя.
- Хрулёв, Степан Александрович (1807—1870), генерал, фактический руководитель обороны на последнем этапе, покинул Южную сторону во время эвакуации последним.
- Эрихс, Николай Фёдорович (1826—1890), генерал-майор, участник боевых действий в Дунайских княжествах, осады Силистрии, Чернореченского сражения.